# Троельс Бех
Троельс Бех (дан. Troels Bech, нар. 29 липня 1966, Свендборг) — данський футболіст, що грав на позиції захисника. По завершенні ігрової кар'єри — тренер. З 2020 року очолює тренерський штаб «Есб'єрга».

## Ігрова кар'єра
У дорослому футболі починав грати за «Свендборг» з рідного міста. 1987 року був запрошений до німецького «Гройтера», за який провів лише 7 ігор, після чого повернувся до «Свендборга».
1988 року перейшов до клубу «Сількеборг», за який відіграв решту 7 сезонів своєї ігрової кар'єри. В сезоні 1993/94 виборов у його складі титул чемпіона Данії.

## Кар'єра тренера
Розпочав тренерську кар'єру відразу ж по завершенні кар'єри гравця, 1994 року, увійшовши до тренерського штабу «Віборга», де пропрацював з 1994 по 1996 рік.
Згодом працював у жіночому футболі, а 1998 року очолив тренерський штаб «Горсенса», який став його першим місцем самостійної роботи у чоловічому професійному футболі. В подальшому працював із цілою низкою данських футбольних клубів. Зокрема протягом декількох періодів тренував команду «Оденсе», яку 2002 року приводив до перемоги у розіграші [Кубок Данії з футболу|Кубка країни]].
Після декількарічної перерви у тренерській роботі у другій половині 2010-х 2020 року очолив тренерський штаб «Есб'єрг», з яким раніше вже працював у середині 2000-х.

## Титули і досягнення

### Як гравця
- Чемпіон Данії (1):

«Сількеборг»: 1993-1994

### Як тренера
- Володар Кубка Данії (1):

«Оденсе»: 2001-2002